# 인천국제공항경찰단
인천국제공항경찰단(仁川國際空港警察團, Incheon International Airport Police)는 인천광역시경찰청이 관할하는 경찰단이다. 인천광역시 중구 공항로 272 (운서동)에 위치하고 있다.
단장은 경무관으로 보한다.

## 연혁
- 1996년 신설 추진
- 2001년 발대
- 2017년 경찰단으로 직제 개편

## 조직
대장
- 청문감사관
- 기동대

| - 경무과 - 경무계 - 경리계 | - 경비교통과 - 경비계 - 교통계 | - 외사과 - 외사계 - 국제계 | - 수사과 - 수사계 - 기획수사계 - 생활안전계 | - 정보보안과 - 정보계 - 보안계 |

## 같이 보기
- 인천광역시지방경찰청